# Nadrzewnica czteroplamka

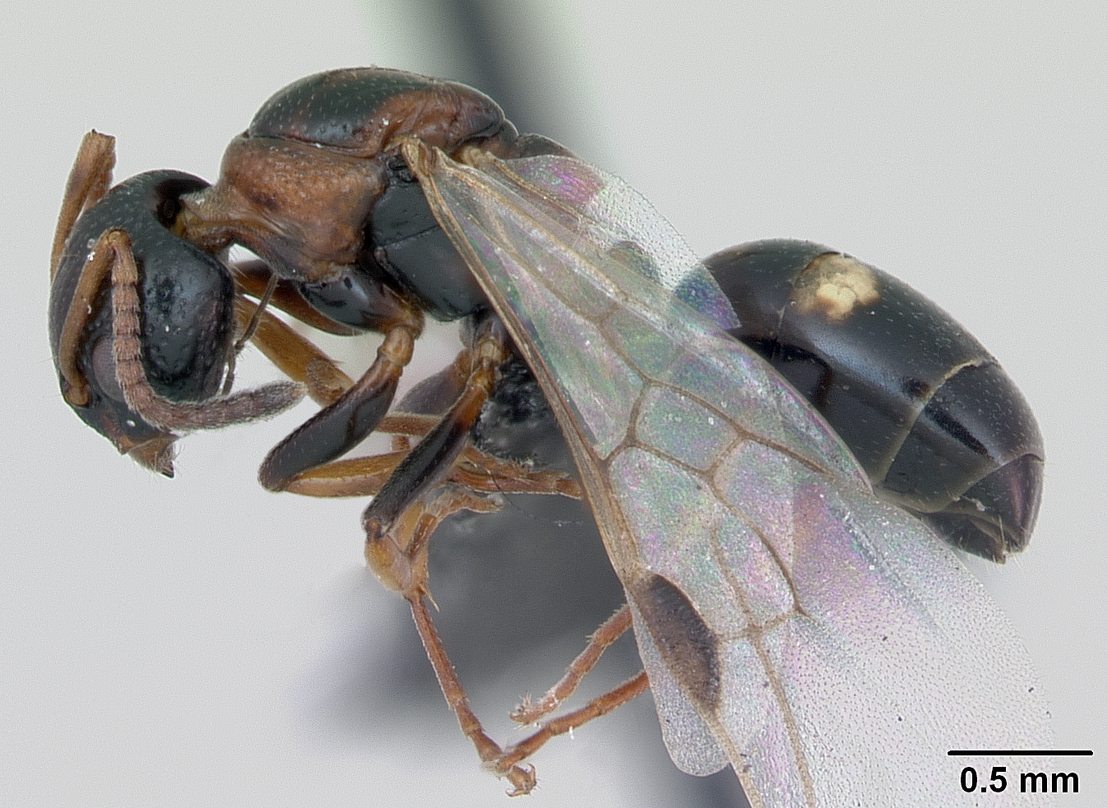

Nadrzewnica czteroplamka, czterokropek (Dolichoderus quadripunctatus) – gatunek mrówki z podrodziny Dolichoderinae.

## Morfologia
Długość ciała robotnic 3,5–4,0 mm; tułów czerwonobrązowy, głowa i odwłok ciemnobrązowe lub czarne, na pierwszym i drugim termicie odwłoka po dwie jasnożółte charakterystyczne plamki.

## Występowanie
Gatunek eurosyberyjski, dendrofilny. W Polsce występuje w środkowej i południowej części kraju, wszędzie rzadki. Umieszczony na „Czerwonej liście zwierząt zagrożonych i ginących w Polsce” ze statusem gatunku niższego ryzyka – jako bliski zagrożenia.

## Biologia
Mrówka ta lubi zasiedlać martwe drewno często oświetlane i nagrzewane przez słońce. Może to być pniak uschniętego drzewa, suchy konar, nawet przestrzeń pomiędzy cegłami starego muru lub, na przykład stara drewniana szopa, na której można zauważyć pojedyncze mrówki wielkości około 3mm poruszające się szlakiem zapachowym. Tworzy kolonie monoginiczne z kilkuset robotnic i jednej królowej. Z obserwacji wynika, że może być też kilka królowych. Mrówki w dużym stopniu drapieżne (korzystają też ze spadzi), furażują prawie wyłącznie na drzewach. Lot godowy odbywa w lipcu.  Gatunek ten zasiedla niejednokrotnie te same drzewa wraz z Camponotus fallax, Leptothorax sp., Lasius fuliginosus czy Lasius brunneus - nie jest konkurencyjny dla tych gatunków i nie wdaje się w wojny. 

## Podgatunki
U nadrzewnicy czteroplamki wyodrębniono 2 podgatunki:
- Dolichoderus quadripunctatus kratochvili Novak, 1941
- Dolichoderus quadripunctatus quadripunctatus Linnaeus, 1771